# مورچه‌مرغ برتونی
مورچه‌مرغ برتونی (نام علمی: Drymophila rubricollis) نام یک گونه از سرده درختچه‌دوست‌ها است.